# Yeliz Koç

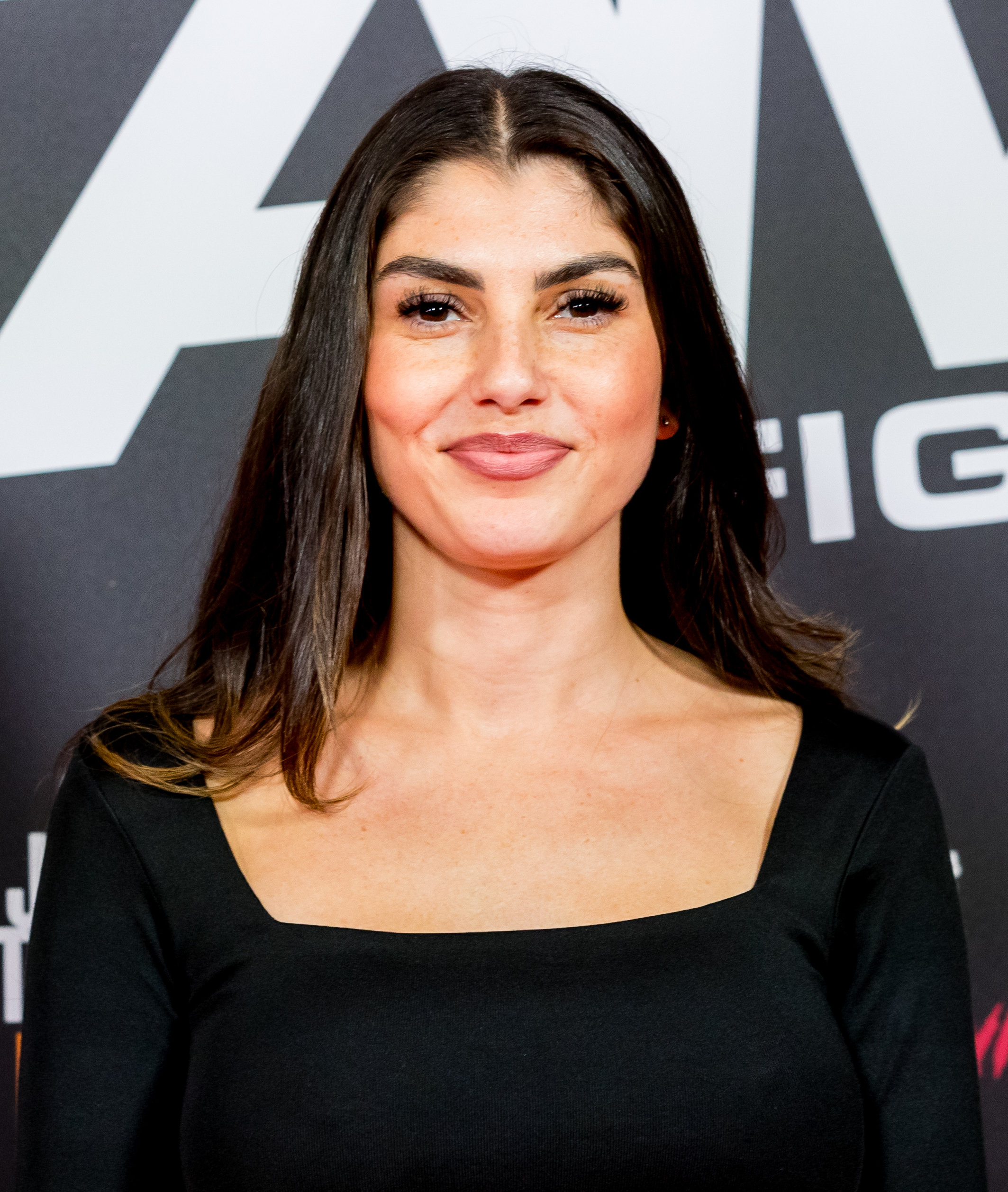
Yeliz Koç (2023)

Yeliz Koç ([ˈjeːlɪs kɔt͡ʃ]; * 3. November 1993 in Hannover) ist eine deutsche Reality-TV-Darstellerin.

## Leben
Yeliz Koç wuchs in Hannover bei ihrer deutschen Mutter auf. Ihre Eltern trennten sich, als sie drei Jahre alt war. Ihr Vater ist der ehemalige türkische Fußball-Nationalspieler Savaş Koç, ihre sieben Jahre ältere Schwester die türkische Fußball-Nationalspielerin Filiz Koç. Nach der Schule absolvierte sie eine Ausbildung als Kosmetikerin. 2018 arbeitete sie als Kosmetikerin, wohnte bei der Familie ihrer Schwester, und war Kandidatin der achten Staffel von Der Bachelor. In dieser verpasste sie dem Bachelor Daniel Völz eine Ohrfeige, nachdem er sie trotz Küssens tags zuvor nicht in die nächste Runde befördert hatte. Anschließend war sie ab Mai 2018 in der ersten Staffel des Spin-off Bachelor in Paradise zu sehen. Dort lernte sie Johannes Haller kennen, mit dem sie von 2018 bis 2020 liiert war. Gemeinsam nahm das Paar an der vierten Staffel von Das Sommerhaus der Stars – Kampf der Promipaare teil und erreichte den fünften Platz.
Ab Januar 2022 war sie Kandidatin der dritten Staffel von Kampf der Realitystars – Schiffbruch am Traumstrand, wo sie den fünften Platz erzielte. Zeitgleich mit Ausstrahlung der Sendung wurde sie für die Juni-Ausgabe des deutschen Playboy-Magazins abgelichtet. Ab Ende 2022 war sie als Protagonistin der Datingshow Make Love, Fake Love des Streaminganbieters RTL+ zu sehen, wo sie sich unter den zehn teilnehmenden Kandidaten für Jannik Kontalis entschied. Beide waren nach Ende der Dreharbeiten bis Juni 2023 ein Paar. 2023 nahm sie als Kandidatin an der elften Staffel von Promi Big Brother teil und ging als Siegerin hervor. Sie wird ebenfalls bei der zweiten Staffel von The 50 mitwirken. 2025 war sie mit ihrem Ex-Partner Jannik Kontalis bei Prominent getrennt – Die Villa der Verflossenen zu sehen. 2025 nahm Koç an der 18. Staffel der Reality-Show Ich bin ein Star – Holt mich hier raus! teil. Sie belegte den elften Platz.
Im August 2020 wurde ihre Beziehung zum Schauspieler Jimi Blue Ochsenknecht bekannt. Die gemeinsame Tochter wurde im Oktober 2021 geboren. Das Paar trennte sich noch während der Schwangerschaft.

## Fernsehauftritte
- 2018: Der Bachelor (RTL)
- 2018: Bachelor in Paradise (RTL)
- 2019: Das Sommerhaus der Stars – Kampf der Promipaare (RTL)
- 2022: Kampf der Realitystars – Schiffbruch am Traumstrand (RTL II)
- 2023: Make Love, Fake Love (RTL+)
- 2023: Promi Big Brother (Sat.1)
- 2024: Splash! Das Promi-Pool-Quiz (RTL)
- 2024: Love Island VIP (RTL II)
- 2025: Ich bin ein Star – Holt mich hier raus! (RTL)
- 2025: The 50 (Prime Video)
- 2025: Prominent getrennt – Die Villa der Verflossenen (RTL+)